# Monotagma plurispicatum
Monotagma plurispicatum là một loài thực vật có hoa trong họ Marantaceae. Loài này được (Körn.) K.Schum. mô tả khoa học đầu tiên năm 1902.